# Lasioglossum cubitale
Lasioglossum cubitale är en biart som först beskrevs av Joseph Vachal 1904.  Lasioglossum cubitale ingår i släktet smalbin, och familjen vägbin. Inga underarter finns listade i Catalogue of Life.